# Ptahschepses (Prinz)
Ptahschepses war ein Prinz der altägyptischen 6. Dynastie und vermutlich ein Sohn von Pepi II. Er trug die Titel eines Königssohns und Erbfürsten. Er wurde in einem wiederverwendeten unbeschrifteten Schiefer-Sarkophag der 4. Dynastie im Taltempel der Unas-Pyramide in Sakkara bestattet. Im Sarkophag wurde seine Mumie entdeckt, die einen goldenen Gürtel trug, der mit seinem Namen und seinen Titeln beschriftet war. Alle Funde befinden sich heute im Ägyptischen Museum in Kairo.